# Марсел Хиршер
Марсел Хиршер (на немски: Marcel Hirscher) е австрийски скиор – ски алпийски дисциплини. Роден на 2 март 1989 г. в Анаберг-Лунгьоц, Австрия.
Двукратен олимпийски шампион на зимните олимпийски игри в Пьонгчанг през 2018 г., шесткратен световен шампион, шесткратен носител на Световната купа (2011/12, 2012/13, 2013/14, 2014/15, 2015/16 и 2016/17), многократен победител в състезания за Световната купа (влиза в петте лидери по брой победи за цялата история на алпийските ски). Специалист в техничните дисциплини – слалом и гигантски слалом като има победи и на супергигантски слалом. Обявен е за най-добър спортист на Австрия за 2012, 2015 и 2016 г.
Хиршер е първият скиор спечелил шест големи кристални глобуса при мъжете и втори в истории на спорта след Анемари Мозер-Прьол, печелила световната купа през 1971 – 1975 и 1979 г. Също така е втори в историята по брой класирания в първите трима на състезания от световната купа отстъпвайки само на Ингемар Стенмарк.
Започва кариерата си през 2004 година. За Световната купа дебютира на 17 март 2007 в Ленцерхайде, където става 24-ти. Прекратява състезателната си кариера на 4 септември 2019.

## Успехи
Олимпийски игри:
- Шампион (2): 2014 и 2018
  -  Сребърен медал (1): 2014

Световно първенство:
- Шампион (6): 2013, 2015 и 2017
  -  Сребърен медал (3): 2013, 2015 и 2017

Световно първенство за юноши:
- Шампион (3):

Световна купа:
- 67 победи (1 в супергигантския слалом, 31 в гигантския слалом, 32 в слалом, 3 в паралелен слалом)

### Олимпийски игри
| Олимпиада      | Спускане | Супергигантски слалом | Гигантски слалом | Слалом | Комбинация |
| -------------- | -------- | --------------------- | ---------------- | ------ | ---------- |
| 2010 Ванкувър  | -        | -                     | 4-то             | 5-о    | -          |
| 2014 Сочи      | -        | -                     | 4-то             | Сребро | -          |
| 2018 Пьонгчанг | -        | -                     | Злато            | DNF 1  | Злато      |